# Santuario di Nostra Signora dei Dolori
Il santuario di Nostra Signora dei Dolori è un luogo di culto cattolico situato nel comune di San Biagio della Cima, nel quartiere di Bosio, in provincia di Imperia. La principale festività si celebra la terza domenica di settembre.

## Storia
Le prime notizie certe e documentate della presenza del santuario sono datate ai primi anni del XVIII secolo quando i priori e il rettore della comunità di San Biagio della Cima sottopongono al vescovo di Ventimiglia monsignor Ambrogio Spinola la richiesta di poter erigere una primaria cappella in onore della Madonna dei Dolori; la risposta positiva del clero ventimigliese fu accolta con documento datato al 28 maggio 1706.
Oltre agli interventi conservativi della struttura, che si susseguirono per tutto l'Ottocento, viene documentato il rifacimento nel 1832 della piazza antistante il santuario, con la riparazione dei muri della stessa. Il 2 luglio 1837 viene realizzata la Via Crucis, ad opera del frate minore Giovanni Maria di Carpasio.
Nel 1852 si procedette alla conversione della primaria facciata allo stile architettonico barocco, conservando l'apertura dell'atrio per la sosta e preghiera dei pellegrini e viandanti. Come altri edifici di culto e civili anche il piccolo santuario mariano subì danneggiamenti alla struttura nel terremoto di Diano Marina del 1887. Nuovi lavori di conservazione furono effettuati tra gli anni 1951-1954 grazie al sostentamento e alla donazione di offerte della popolazione sanbiagina: rifacimento della scalinata e del tetto, restauro del campanile, della nicchia dell'altare, acquisto di nuovi banchi e la dotazione di due nuove campane in bronzo; nel 1963 venne rifatto il coro e ancora la copertura nel corso del 1985. Al 2012 risale il restauro della facciata con nuovi colori.
Al suo interno, presso l'altare maggiore, è conservato il gruppo ligneo della Vergine Maria che sorregge il figlio tra i santi Giovanni Battista e Maria Maddalena, opera dello scultore Pietro Notari. In una nicchia laterale la statua della Vergine Addolorata (o Madonna dei Dolori).